# Second in Command
Second in Command (br: Segundo em Comando / pt: Território Inimigo) é um filme de ação produzido na Romênia, em 2006.

## Sinopse
O comandante da Marinha Americana Sam Keenam (Van Damme) precisa acabar com uma conspiração envolvendo rebeldes que planejam matar um presidente num país da Europa Oriental. Para isso ele tem que conseguir uma grande ajuda do governo americano.
Ex-soldado da Marinha dos Estados Unidos com experiências em combate assume sua nova posição em uma turbulenta nação da Europa Oriental. Lá, se depara com uma situação caótica: rebeldes muito bem armados tomaram conta da capital do país, mataram o embaixador norte-americano e estão ameaçando eliminar o novo presidente e sua frágil democracia. Ele precisa, então, encontrar uma maneira de acabar com a rebelião antes que a embaixada seja destruída.

## Elenco em ordem alfabética
- Alan Mckenna – Capt. John Baldwin
- Elizabeth Barondes – Jennifer Lennard
- Emanuel Parvu – Cpl. Chevanton
- Ian Virgo – Cpl. Will Butler
- Jean-Claude Van Damme – Cmdr. Samuel 'Sam' Keenan
- Julie Cox – Michelle Whitman
- Mihai Bisericanu – Marshall Geller
- Raffaello Degruttola – PFC Zanger
- Razaaq Adoti – GSgt. Earl 'Gunny' Darnell
- Razvan Oprea – PFC Devereaux
- Serban Celea – President Yuri Amirev
- Velibor Topic – Anton Tavarov
- Vlad Ivanov – RSO John Lydon
- Warren Derosa – Mike Shustec
- William Tapley – Frank Gaines